# São Miguel (São João de Areias)
São Miguel é uma aldeia portuguesa da freguesia de São João de Areias, Município de Santa Comba Dão, no Distrito de Viseu. 
O seu orago é São Miguel.
Em 1258 é referida nas Inquirições de D. Afonso III.
No século XVI, o “Cadastro da População do Reino” de 1527 indica que possuía 30 "moradores" (fogos).
Tem capela que data de finais do século XVIII. 
A principal atividade dos moradores da aldeia é a agricultura e a pastorícia, mas também existe comércio e indústria:
- → Cantinho da Despensa, Mini-Mercado e Café, Lda.

- → J.R.A. Mobiliário Lda.'